# محردة
محردة مدينة ومنطقة تتبع محافظة حماة. بلغ عدد سكان المدينة دون منطقتها 17578 نسمة حسب تعداد عام 2004.
تعني محردة مشرق الشمس وهي مدينة سورية تقع شمال مدينه حماة وتبعد حوالي 25 كلم عنها وتبعد عن العاصمة دمشق حوالي 239 كلم وهي تطل على نهر العاصي في وادي شمالي المدينة وتمتد المدينة الحديثة بمبانيها ومحلاتها التجارية والمنشآت الزراعية والصناعية والمرافق الاجتماعية والصحية والثقافية والجمعيات التخصصية وغيرها

## تاريخ محردة
لمدينة محردة عمق تاريخي تدل علية الآثار الموجودة في المدينة ومحيطها حيث يوجد في محردة آثار كثيرة ومن أهمها قلعة شيزر الشهيرة التي تتوضع على كتف صخري مرتفع قد تم تحصينه بشكل جيد وهي من القلاع الهامة في المنطقة. وأيضا يوجد في محردة معبد يُعتقد أنه يوناني قديم وهو الآن معروف باسم كنيسة السيدة وعدد من المباني الأثرية والمقابر البيزنطية وغيرها. وجدت إحدى البعثات الأثرية العاملة بالمنطقة في أحد الكهوف (المُغر) آثار لإنسان قديم تعود إلى العصر الحجري حيث وجدت أدوات وسكاكين حجرية من الصوان ومكتشفات عديدة تدل على أن إنسان العصر الحجري الوسيط قد استوطن هذه المنطقة.
تشتهر مدينة محردة بثقافتها الرائدة في مختلف الاختصاصات الجامعية وفيها كثير من المثقفين البارزين والأطباء والمهندسين والشعراء والرياضيين والفنانين المشهورين. وتفتخر محردة على المستوى الرياضي بالبطلة السورية العالمية غادة شعاع.

## الزراعة والصناعة في محردة
تشتهر محردة بالعنب حتى إن زراعة العنب أو الكرمة غطت مساحات واسعة من أراضيها ليصبح اسم المدينة ولوقت قريب بالكرمة لكثرة إنتاج العنب فيها، لكن هذه الأيام تم التوسع بزراعة شجر الزيتون والتي تنتج منها محردة كميات كبيرة إضافة إلى العديد من أشجار الفاكهة والخضراوات بكافة أنواعها. وكذلك زراعات هامة تشتهر بها محردة وهي زراعة القطن والقمح.
المجال الصناعي : في مدينة محردة عدد جيد من المنشآت والمصانع وخاصة صناعة المنتجات الغذائية والزراعية والمشروبات الغازية وبعض الصناعات والمعامل الصناعية الأخرى، إضافة إلى المنشآت والمحلات التجارية المتخصصة المنتشرة في المدينة وتشتهر هذه المدينة في صيانة الآليات الهندسية الثقيلة(CATERPILAR) على مستوى سوريا.

## أعلام ومشاهير
هناك عدد كبير من المغتربين من أبناء محردة في دول الاغتراب ومنهم من تولوا مناصب كبيرة في المهجر نذكر منهم:
- أغناطيوس الرابع هزيم بطريرك أنطاكية وسائر المشرق للروم الأرثوذكس.
- غادة شعاع، رياضية أولومبية بطلة العالم في مسابقة السباعي بألعاب القوى.
- مفيد فهد نبزو، شاعر وكاتب.[5]

## تفجير محردة
في 14 يوليو عام 2012 قام انتحاري بتفجير سيارة مفخخة في الحي الغربي من المدينة حيث أدى هذا التفجير إلى استشهاد 5 من أبناء المدينة وإصابة عدة أشخاص بجروح.